# Rottenhan
Rottenhan (także Rothenhahn i Rotenhan) – dawna wieś.

## Historia
Miejscowość Rottenhan (niekiedy określana „Rothenhahn” bądź „Rotenhan”) została założona jako niemiecka kolonia w 1785 w trakcie kolonizacji józefińskiej i zajęta po Andrzeju Mokronowskim (zmarłym w 1784). Powstała na północnym skraju Porzecza Janowskiego w odległości około 15 km od Gródka. W Austro-Węgrzech pod zaborem austriackim leżała w powiecie gródeckim. W połowie XIX wieku dobra w wiosce posiadał rząd. W drugiej połowie XIX wieku włacicielem dobr tabularnych był hr. Agenor Gołuchowski. 
W 1880 mieszkało tam 124 Niemców, 2 Polaków i 11 Rusinów. W tym czasie istniała tam szkoła ewangelicka. W 1884 urodził się tam Adolf Klarenbach. W 1900 roku w 20 domach mieszkałow 167 osób, z czego 142 było niemiecko-, 18 rusińsko a 7 polskojęzycznymi, 132 było ewangelikami, 20 rzymskimi katolikami, a 15 grekokatolikami.
Po odzyskaniu przez Polskę niepodległości w okresie II Rzeczypospolitej Rottenhan leżał na obszarze powiatu gródeckiego. W spisie z 1921 ze 130 mieszkańców 70 zadeklarowało niemiecką, 31 rusińską, a 29 polską narodowość, 77 było ewangelikami, 42 grekokatolikami, a 29 rzymskimi katolikami. W ramach reformy na podstawie ustawy scaleniowej od 1 sierpnia 1934 dotychczasowa gmina wiejska Rottenhan weszła w skład gminy Domażyr.
W 1937 funkcjonował tu filiał Kościoła Ewangelickiego Augsburskiego i Helweckiego Wyznania w Małopolsce, który liczył 144 członków.
Podczas II wojny światowej i okupacji niemieckiej Rottenhan leżał w gminie Janów.